# Nematodirus battus
Nematodirus battus ist ein im Dünndarm von Schafen und Ziegen parasitierender Fadenwurm. Adulte Weibchen sind 15–25 mm, Männche 11–16 mm lang. Letztere haben lediglich ein Paar divergierende Strahlen in jedem Lappen der Bursa und die Spitzen der Spicula vereinigen sich zu einem abgeplatteten ovalen Gebilde. Weibchen haben einen langen spitzen Schwanz. Die großen bräunlichen Eier messen 50–180 × 67–80 μm. Sie sind glatt, dünnwandig und enthalten, wenn sie mit dem Kot ausgeschieden werden, 4 bis 8 dunkel gefärbte Blastomeren.

## Entwicklungszyklus
Wie bei allen Nematodiren findet die Entwicklung bis zum dritten Larvenstadium bereits innerhalb der Eihülle statt. Das Schlüpfen der Larve erfordert, im Gegensatz zu anderen Nematodiren, eine längere kühle Periode gefolgt von einer Phase mit Tages- und Nachttemperaturen über 10 °C. In der nördlichen Hemisphäre ist dies gewöhnlich im späten Frühjahr der Fall. Die aus den während der Weideperiode ausgeschiedenen Eiern schlüpfenden Larven werden demzufolge erst im Folgejahr aktiv, so dass gewöhnlich nur eine Generation pro Jahr auftritt. Manchmal schlüpfen aus einigen Eiern aber schon im Herbst die ersten Larven. Die Larve 3 wird beim Grasen mit dem Futter aufgenommen und dringt in die Dünndarmschleimhaut ein. Hier häutet sie sich nach etwa 4 Tagen zur Larve 4. Die Larve 5 tritt wieder in das Darmlumen ein und die Adulten sind oberflächlich, um die Darmzotten gewunden anzutreffen. Die Präpatenz, also der Zeitraum zwischen Infektion und Ausscheidung der Eier, beträgt 14 bis 16 Tage.